# Radiofabrik
Radiofabrik 107,5, Freier Rundfunk Salzburg es una radio comunitaria en Salzburgo (Austria) y la radio libre más grande de Austria occidental.

## Historia

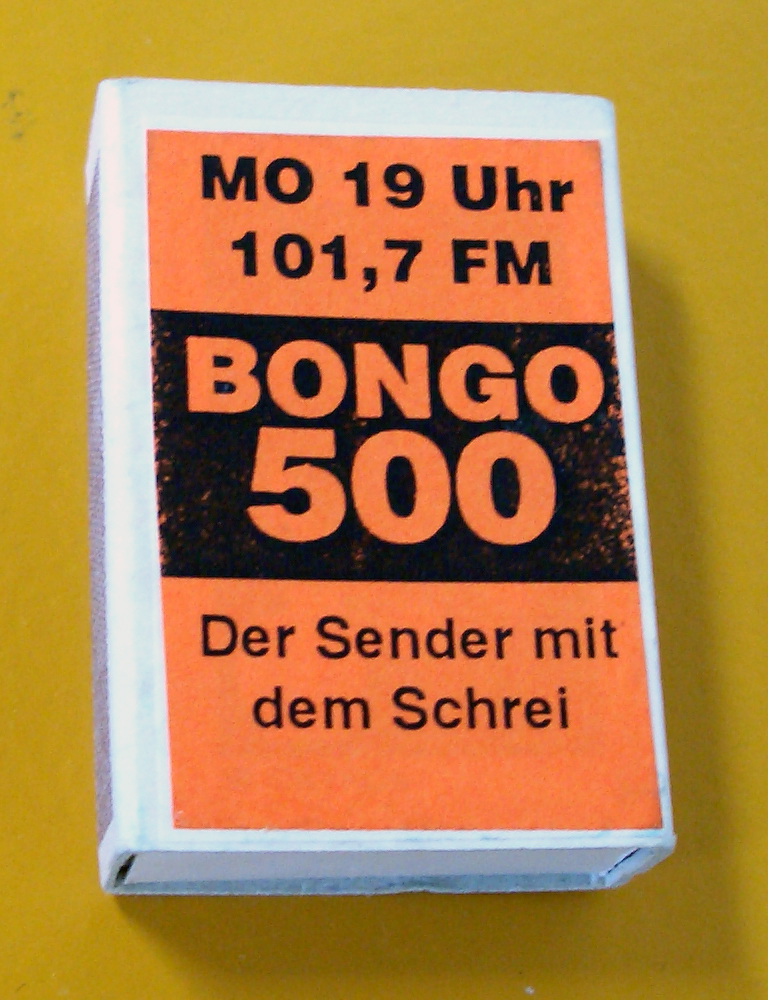
caja de cerillas con „la radio pirata Bongo 500“, publicidad 1992

Algunos miembros del grupo de fundadores de Radiofabrik – como el posterior director general Wolfgang Hirner – antes emitían en una radio pirata ilegal en 1992.
Immediamente después de la caída del monopolio radiofónico austriaco en el año 1998, Radiofabrik fue la segunda radio libre qué emitió en Austria (después de Radio Helsinki en Graz 1995) aunque empezó emitiendo solamente cinco horas en la radio comercial Radio Arabella.
Las emisoras diarias empezaban en enero de 2002 en cooperación con Objektwerbung GmbH. Después de dificultades financieras este socio comercial cesa el funcionamiento de radio en directo y la Radiofabrik recibe la licencia total.

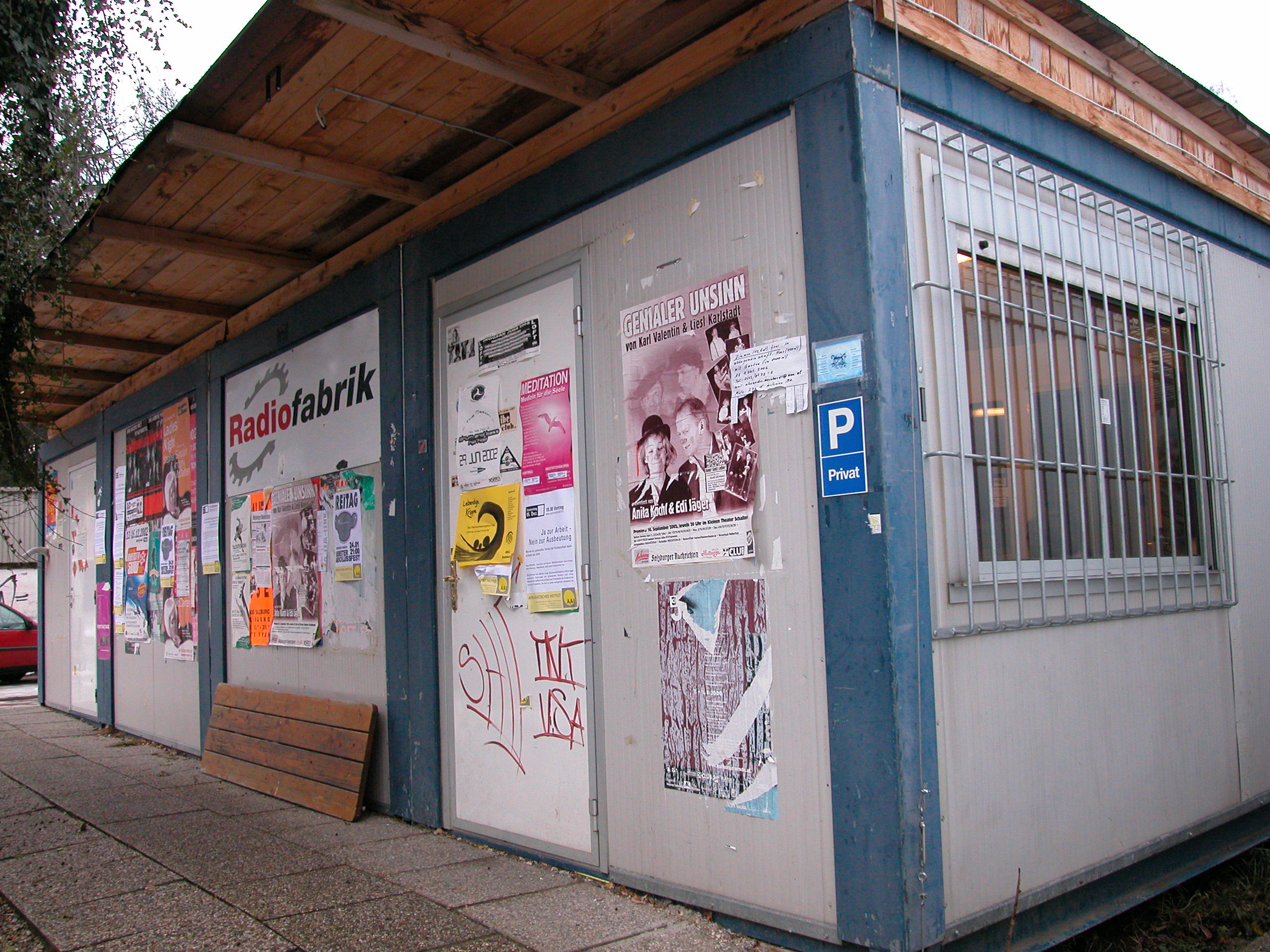
El estudio en contenedor de la Radiofabrik hasta 2005

 Hoy en día más de 250 voluntarios emiten las 24 horas en las frecuencias 107,5 MHz, 97,3 MHz y en el cable 98,6 MHz.

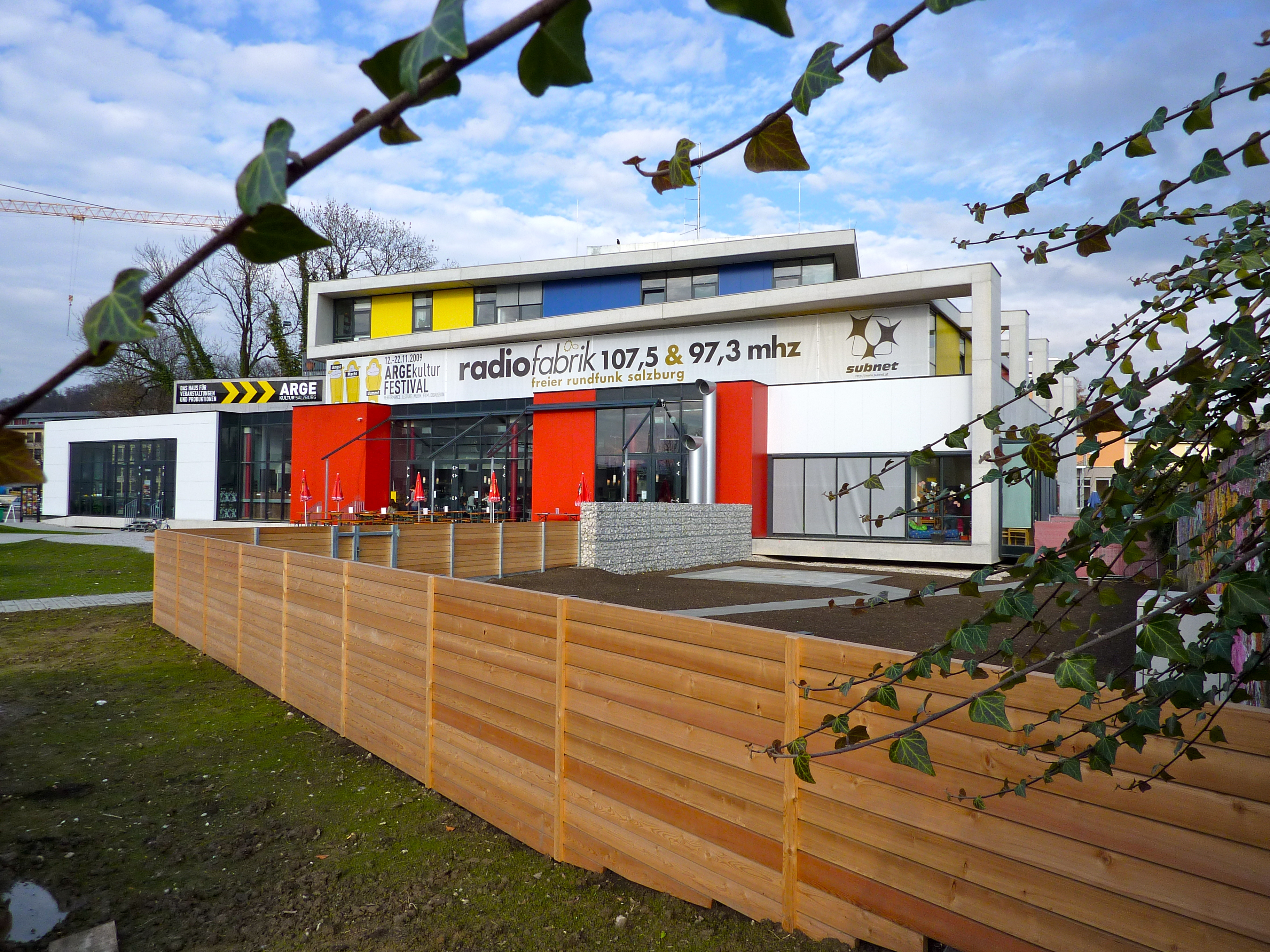
El estudio de la Radiofabrik en la primera planta del ARGEkultur, antena con capacidad de tope para frecuencia 97,3 MHz

La emisora empezaba a operar desde un estudio en contenedor; la infraestructura profesional existe desde 2005.
Oficina, estudio, sala de producción y de seminario están instalados en el mayor centro cultural autónomo de Austria occidental, ARGE-Kultur Salzburg.
En febrero de 2009 Radiofabrik inició una campaña referente a la implantación del „Gebührensplitting“ („división de tarifa“) en el estado federado de Salzburgo. En abril de 2011 la KommAustria prolonga la licencia de la emisora de radio para 10 años más hasta 2021.

## Programa y concepto
La Radiofabrik, en su papel de radio libre y sin ánimo de lucro, está abierta a toda persona o grupo interesado. Sobre todo aquellos, que no se sienten representados en los medios privados comerciales o de derecho público.
Así hay programas especiales de y para gente de más de 50 años, programas de y para menores de 18 años, además de emisiones en más de 10 lenguas diferentes.
Radiofabrik es la radio con la mayor diversidad de opinión en Salzburgo.
Todos los que entran en la asociación de la Radiofabrik y que terminan un seminario básico de legislación de medios, de técnica del estudio y de la transmisión en directo, pueden, en principio, recibir un sitio emisor.
La configuración en cuanto al contenido incumbe al responsable de la emisión.
Definitivamente no hay sitio en el programa para emisiones de contenido racista, sexista, que inciten a la violencia, hostil hacia la democracia así como de propaganda religiosa.
Hasta septiembre de 2012 el jefe de redacción era el periodista Georg Wimmer, ya premiado varias veces. El programa está coordinada por el mánager de proyectos Eva Schmidhuber.

## Organización
Hasta 2009 la Radiofabrik se organizó en dos estructuras:
El "Verein Freier Rundfunk Salzburg" („Asociación radiofónica libre“)– en que todos los productores de programa y promotores de nivel institucional son miembros- tenía la función operativa. La asociación poseía al 100% una sociedad de infraestructura (la „Sendeanlagen GesmbH“), que también tenía la licencia de emisión. Desde octubre de 2009 la asociación es el sucesor jurídico general de la sociedad limitada.
La directiva de la asociación consiste en (datos de 3/2012) la delegada Monika Pink-Rank, mánager de proyecto, además del científico de comunicación Tom Herdin (Universidad de Salzburgo), el empresario y fundador de la Radiofabrik Wolfgang Hirner, el pedagogo y periodista Oliver Baumann y el fideicomisario económico Wolfgang Stöger. David Brenner, el anterior gobernador adjunto de Salzburgo, era asesor fiscal en 1999.
Hasta los principios de 2007 la Radiofabrik era dirigida por el fundador Wolfgang Hirner. En el año 2007 el educador para adultos Andreas Wagner era designado a director de comercio. Desde marzo de 2008 el mánager y artista mediático Alf Altendorf es director general.

## Trabajo por proyectos
El contacto local profundo de la Radiofabrik con los lugares culturales y ONGs en Salzburgo coincide con una orientación europea en virtud de la participación en proyectos de la UE.
En cuanto al contenido, se efectúa un intercambio de programas a través de las plataformas internet de las radios libres en Austria y Alemania.
El trabajo pedagógico de medios de comunicación cobra cada vez más importancia para la Radiopfabrik en el último tiempo.
Eso se nota en el proyecto „Interreg-IIIA- "EuRegio Medienzentrum", en que participan la „Aktion Film Salzburg“ y la oficina del gobierno del distrito Traunstein.

### Proyectos
- Proyecto UE Civilmedia (conferencia anual desde 2005)
- Proyecto UE Radiodialoge – Stimmen der Vielfalt
- Proyecto UE Talk About It
- Proyecto UE Let's Talk About Science
- Proyecto UE I Speak Football
- EuRegio Medienzentrum
- EuRegio Kinderradio – la radio de, para y con niños
- Ballkönigin – proyecto „informadora loca“ (Rasende Reporterin) en el campeonato de Europa de fútbol 2008
- mozartRemixed

## Técnico

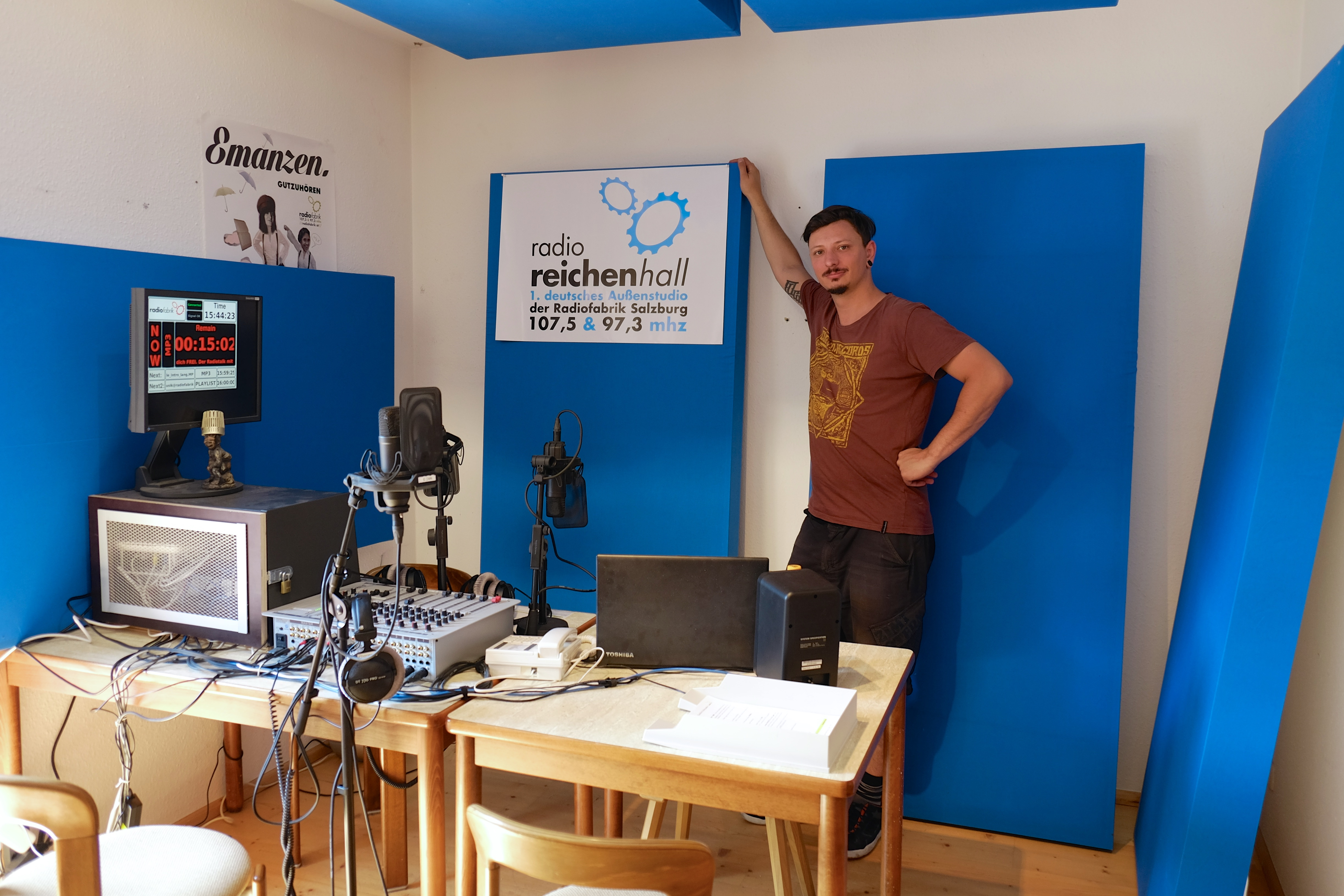
Estudio externo Radio Reichenhall - Estudio (2015).

La Radiofabrik desarrolla hardware y software, que apoya la redacción de radio en su trabajo.
En 2005 el director de departamento de informática y desarrollador Hermann Huber presenta la „automatisación emisora“ YARM (Yet Another Radio Manager) en el evento Ars Electronica. Desde entonces YARM es utilizado por muchas radios libres austríacas.
Marcus Diess, director de emisión, diseñador de sonda e inventor, construyó para la Radiofabrik un sistema electrónico de detección de la calidad de la señal „Signal Watchdog. Ese sistema controla las funciones de las emisoras de la Radiofabrik, avisa automáticamente por sms de los problemas técnicos y fallos, y además telecontrola la emisora.
Desde 2004 además está desarrollado el sistema Studiogard. Es un apoyo digital para personas con deficiencias visuales para su uso en el estudio de radio o grabación. StudioGuard distribuye parámetros audibles en braille electrónico y también en dos lenguas elegibles.
Aparte de la antena en el edificio de la ARGEKultur en Salzburgo, que emite en la frecuencia 97,3 MHz, en Maria Plain se encuentra la antena principal (frecuencia 107,5 MHz). A principios del año 2013 esta antena se trasladó al Hochgitzen, una montaña en el distrito Bergheim, con el fin de copar más área de cobertura. La estación emisora fue nombrada „Ada“, según la matemática y programadora británica Ada Lovelace (1815–1852)

## Colaboraciones
Radiofabrik 107,5 es miembro en el Verband Freier Radios Österreich (VFRÖ) y en el Dachverband Salzburger Kulturstätten.
La emisora es fundadora y asociada parcial de Community TV Salzburg Nichtkommerzielle BetriebsgesmbH,  que emite desde febrero de 2012 bajo el nombre FS1 con una emisora de televisión comunitaria.

## Premios
La Radiofabrik está premiada, entre otros con:
- el premio de cultura para integración y derechos humanos, donado por „die Grünen Salzburg“ y Gerard Mortier (2003)
- el premio de cultura del estado federado de Salzburgo (2003)
- el premio de radio de la educación para adultos de Austria – Eduard-Ploier-Preis (2007, 2008)
- el premio de radio de la educación para adultos de Austria – Experimental/Interactivo (2009, 2010)
- el premio alternativo de la academia mediática de Nürnberg und Friedrich-Ebert-Stiftung (2008)
- el premio mediático de la organización alemana de ayuda de emergencia para niños (2008)
- ESIS – Europasiegel für innovative Sprachenprojekte ("sigla européa de proyectos linguales innovadora")  (2003, 2008)
- Top100 Salzburger 2003, 2004 & 2008 (2003–26. Wolfgang Hirner/Georg Wimmer, 2004–34.- Hermann Huber, 2008–17.-Alf Altendorf/Georg Wimmer)

### Radio Schorsch
Desde 2008 la Radiofabrik concede su propio premio anual, llamado Radio Schorsch. Este premio está nombrado según la primera emisora del ex-radio pirata y antecesor de la Radiofabrik Radio Bongo 500.
Hasta ahora los premiados eran emisoras/productores/colaboradores:
- 2008: Artarium – Das etwas andere Kunstbiotop / Rosi Gabriel (premio de honor)
- 2009: Squirrelkids
- 2010: Sabaha Sinanovic
- 2011: Edith Schiller / Marcus Diess (Livetime Achievement)